# Dilsiz
Dilsiz (osmanisch دلسز ‚ohne Zunge‘) war die Bezeichnung der „taubstummen“ Diener im „Inneren“ (enderûn) des Sultanspalastes im Osmanischen Reich. Die gleichbedeutende persische Bezeichnung bīzabān wurde ebenfalls verwendet. Die Dilsiz verrichteten Wachaufgaben, Boten- und Pagendienst, insbesondere Aufgaben, die Geheimhaltung erforderten. Dazu gehörten auch Exekutionen.
Erstmals wurden Dilsiz von Mehmed dem Eroberer eingesetzt. Die Dilsiz hatten eine spezielle Uniform, erhielten Bezahlung und eine Pension und standen unter dem Befehl eines „Obersten Taubstummen“ (Başdilsiz). Neben Dilsiz wurden zur Zeit von Mustafa II. auch „Zwerge“ (cüce) als Diener eingesetzt. Anfangs standen die Dilsiz nur im Dienste des Sultans, später wurde sie auch als Diener der Großwesire eingesetzt. Zur Verständigung untereinander und mit ihren Herren bedienten sie sich einer Gebärdensprache. Viele der Dilsiz waren des Lesens und Schreibens kundig.